# Александер Ворд
Александер Ворд (англ. Alexander Ward; нар. 30 квітня 1990) — колишній британський тенісист.
Найвищу одиночну позицію світового рейтингу — 242 місце досяг 6 червня 2016, парну — 379 місце — 9 вересня 2013 року.
Завершив кар'єру 2018 року.

## Фінали ATP Челленджер і ITF Ф'ючерс

### Одиночний розряд: 27 (16–10)
| Легенда                  |
| ------------------------ |
| Тур ATP Челленджер (0–1) |
| Тур ITF Ф'ючерс (16–9)   |

| Фінали за покриттям |
| ------------------- |
| Тверде (9–8)        |
| Ґрунт (6–2)         |
| Трава (0–0)         |
| Килим (1–0)         |

| Результат | W–L   | Дата     | Турнір                         | Рівень     | Покриття   | Суперник                | Рахунок                 |
| --------- | ----- | -------- | ------------------------------ | ---------- | ---------- | ----------------------- | ----------------------- |
| Поразка   | 0–1   | Тра 2008 | Іспанія F19, Балагер           | Ф'ючерс    | Ґрунт      | Давід Діас-Вентура      | 1–6, 4–6                |
| Поразка   | 0–2   | Вер 2011 | Велика Британія F15, Ноттінгем | Ф'ючерс    | Тверде     | Річард Блумфілд         | 7–6(8–6), 3–6, 4–6      |
| Поразка   | 0–3   | Вер 2011 | Швеція F5, Дандерюд (комуна)   | Ф'ючерс    | Тверде (i) | Джордж Морґан           | 6–4, 4–6, 4–6           |
| Перемога  | 1–3   | Жов 2011 | Швеція F6, Фалун               | Ф'ючерс    | Тверде (i) | Карл Берґман            | 2–6, 6–4, 6–1           |
| Перемога  | 2–3   | Лис 2011 | Чехія F4, Рожнов-під-Радгоштем | Ф'ючерс    | Килим (i)  | Джошуа Гудолл           | 6–1, 1–0 ret.           |
| Перемога  | 3–3   | Лис 2012 | Таїланд F6, Пхукет (місто)     | Ф'ючерс    | Тверде (i) | Михайло Фуфигін         | 6–3, 6–1                |
| Поразка   | 3–4   | Гру 2012 | Камбоджа F2, Пномпень          | Ф'ючерс    | Тверде     | Артем Сітак             | 4–6, 7–6(7–3), 6–7(4–7) |
| Поразка   | 3–5   | Бер 2014 | Греція F3, Іракліон            | Ф'ючерс    | Тверде     | Мартен Ваїсс            | 4–6, 4–6                |
| Поразка   | 3–6   | Кві 2014 | Греція F6, Іракліон            | Ф'ючерс    | Тверде     | Трістан Ламазін         | Без гри                 |
| Перемога  | 4–6   | Кві 2014 | Греція F7, Іракліон            | Ф'ючерс    | Тверде     | Рікардо Родрігес        | 6–0, 6–3                |
| Перемога  | 5–6   | Чер 2014 | Португалія F6, Калдаш-да-Раїня | Ф'ючерс    | Ґрунт      | Талес Туріні            | 6–3, 6–2                |
| Перемога  | 6–6   | Чер 2014 | Бельгія F2, Бенш               | Ф'ючерс    | Ґрунт      | Фредерік Феррейра-Сілва | 2–6, 6–3, 7–6(9–7)      |
| Перемога  | 7–6   | Лип 2014 | Бельгія F5, Де Ган             | Ф'ючерс    | Ґрунт      | Яннік Ванденбулке       | 7–6(7–3), 6–1           |
| Перемога  | 8–6   | Вер 2014 | Португалія F7, Каштелу-Бранку  | Ф'ючерс    | Тверде     | Кальвін Емері           | 6–3, 3–6, 6–3           |
| Поразка   | 8–7   | Січ 2015 | Велика Британія F2, Сандерленд | Ф'ючерс    | Тверде (i) | Деніел Кокс             | 6–7(8–10), 3–6          |
| Поразка   | 8–8   | Тра 2015 | Іспанія F14, Вік               | Ф'ючерс    | Ґрунт      | Максім Шазаль           | 7–6(9–7), 6–7(4–7), 2–6 |
| Перемога  | 9–8   | Лип 2015 | Іспанія F20, Гечо              | Ф'ючерс    | Тверде     | Педро Мартінес          | 6–1, 6–1                |
| Перемога  | 10–8  | Сер 2015 | Єгипет F25, Шарм-еш-Шейх       | Ф'ючерс    | Тверде     | Алессандро Бега         | 2–6, 6–3, 6–4           |
| Поразка   | 10–9  | Сер 2015 | Єгипет F26, Шарм-еш-Шейх       | Ф'ючерс    | Тверде     | Марко Тепаваць          | 3–6, 2–6                |
| Перемога  | 11–9  | Вер 2015 | Хорватія F14, Бол              | Ф'ючерс    | Ґрунт      | Мікі Янкович            | 6–2, 6–3                |
| Перемога  | 12–9  | Жов 2015 | Іспанія F34, Мелілья           | Ф'ючерс    | Тверде     | Роберто Ортега Ольмедо  | 7–6(7–4), 5–7, 6–2      |
| Перемога  | 13–9  | Бер 2016 | Туреччина F10, Анталія         | Ф'ючерс    | Ґрунт      | Деміан Раб              | 6–3, 6–3                |
| Перемога  | 14–9  | Кві 2016 | Туніс F12, Хаммамет            | Ф'ючерс    | Ґрунт      | Педро Соуза             | 7–6(8–6), 6–0           |
| Поразка   | 14–9  | Вер 2017 | Колумбус, США                  | Челленджер | Тверде (i) | Анте Павич              | 7–6(13–11), 4–6, 3–6    |
| Перемога  | 15–10 | Лис 2017 | США F38, Колумбус              | Ф'ючерс    | Тверде (i) | Люк Бембрідж            | 6–4, 6–4                |
| Перемога  | 16–10 | Гру 2017 | США F39, Вако (Техас)          | Ф'ючерс    | Тверде (i) | Денні Томас             | 6–1, 6–1                |

### Парний розряд: 12 (4–8)
| Легенда                  |
| ------------------------ |
| Тур ATP Челленджер (0–0) |
| Тур ITF Ф'ючерс (4–8)    |

| Фінали за покриттям |
| ------------------- |
| Тверде (2–2)        |
| Ґрунт (2–6)         |
| Трава (0–0)         |

| Результат | W–L | Дата     | Турнір                         | Рівень  | Покриття   | Партнер                  | Суперники                               | Рахунок               |
| --------- | --- | -------- | ------------------------------ | ------- | ---------- | ------------------------ | --------------------------------------- | --------------------- |
| Поразка   | 0–1 | Сер 2009 | Бельгія F2, Коксейде           | Ф'ючерс | Ґрунт      | Маркус Вілліс            | Рабі Шакі Фредерік Де Файс              | 3–6, 2–6              |
| Поразка   | 0–2 | Січ 2011 | США F1, Плантейшен (Флорида)   | Ф'ючерс | Ґрунт      | Денієл Сметгерст         | Роман Борванов Деніс Живковіч           | 4–6, 4–6              |
| Перемога  | 1–2 | Жов 2012 | Німеччина F19, Ессен           | Ф'ючерс | Тверде (i) | Романо Франтзен          | Кевін Деден Саша Клер                   | 3–6, 6–3, [10–6]      |
| Поразка   | 1–3 | Лис 2012 | Таїланд F5, Пхукет (місто)     | Ф'ючерс | Тверде (i) | Антуан Ескофф'є          | Брайден Клейн Дейн Проподжія            | 3–6, 2–6              |
| Поразка   | 1–4 | Лис 2012 | Таїланд F6, Пхукет             | Ф'ючерс | Тверде (i) | Антуан Ескофф'є          | Раян Ейґар Себастьян Бадер              | 6–7(2–7), 6–2, [8–10] |
| Перемога  | 2–4 | Бер 2013 | Велика Британія F8, Сандерленд | Ф'ючерс | Тверде (i) | Денієл Сметгерст         | Льюїс Бартон Ден Еванс                  | 7–5, 7–6(7–4)         |
| Поразка   | 2–5 | Кві 2013 | Франція F8, Аяччо              | Ф'ючерс | Ґрунт      | Денієл Сметгерст         | Нільс Десайн Яннік Мертенс              | 2–6, 2–6              |
| Перемога  | 3–5 | Чер 2013 | Іспанія F15, Мадрид            | Ф'ючерс | Ґрунт      | Олівер Голдінг           | Ріхард Бекер Лоренцо Джустіно           | 6–3, 2–6, [10–5]      |
| Перемога  | 4–5 | Сер 2015 | Єгипет F24, Шарм-еш-Шейх       | Ф'ючерс | Ґрунт      | Ден Доусон               | Олексій Колісник Анатолій Петренко      | 6–4, 6–3              |
| Поразка   | 4–6 | Сер 2015 | Єгипет F26, Шарм-еш-Шейх       | Ф'ючерс | Ґрунт      | Ден Доусон               | Олексій Колісник Анатолій Петренко      | 4–6, 6–2, [8–10]      |
| Поразка   | 4–7 | Кві 2016 | Туніс F12, Хаммамет            | Ф'ючерс | Ґрунт      | Ден Доусон               | Оріоль Рока Баталья Давід Веґа Ернандес | 4–6, 2–6              |
| Поразка   | 4–8 | Кві 2017 | Іспанія F9, Мадрид             | Ф'ючерс | Ґрунт      | Альваро Лопес Сан-Мартін | Ернан Касанова Федеріко Себальйос       | 6–7(4–7), 1–6         |